# Mocaroj
Mocaroj (čečensky МоцIара, Моцкъара, rusky Моцарой) je zaniklý horský aul v okrese Galan-Čož v Čečenské autonomní republice Ruské federace, někdejší centrum historického společenství lidu Našcha (tejpu Našchoj), který je považován za jeden ze základních etnogenetických pilířů soudobé čečenské společnosti.

## Původ názvu
Název aulu se vyskytuje v mnoha různých podobách - Mocaroj, Mocara, Mockaroj, Mazaroj, Muzaroj, Mucaroj či poangličtělá verze Mazaroy (na americké vojenské mapě  Caucasia AMS (GSGS 4213) / U.S. Army Map Service z období 2. světové války). Čečenský básník a etnograf A. S. Sulejmanov ve svém díle Toponymie Čečenska odvozuje původ názvu obce od čečenského výrazu мозгIар, znamenajícího v překladu kněz křesťanské církve. Tento způsob vysvětlení souvisí s tezí, že v období šíření křesťanské víry na Kavkaze byl Mocaroj jedním z center nového náboženství, a to konkrétně pro společenství Našchoj, Akkoj, Galaj a Jalchoroj. Islámské náboženství (sunnitský islám) se rozšířilo mezi národy severního Kavkazu až v 18. století.

## Historie
Doba výstavby sídla není přesně známa, odhaduje se na 16. - 18. století, případně starší období. V době expanze ruského impéria na Kavkaz, tj. tzv. Kavkazské války v 19. století obyvatelé Mocaroje se aktivně zúčastnili ozbrojeného odporu kavkazských národů proti ruským vojskům. Po zlomení odporu a připojení oblasti Našchy k Rusku byla obec Mocaroj podřízena administrativnímu vedení Grozněnského okruhu Terské oblasti Kavkazského kraje. Aul Mocaroj byl obydlen až do února roku 1944, kdy bylo veškeré obyvatelstvo Čečenska a dalších oblastí na Kavkaze násilně vystěhováno a deportováno do Kazachstánu. Ani po rehabilitaci v roce 1956 se obyvatelé nesměli vrátit do svých domovů a opuštěné historické sídlo se postupně rozpadalo a zanikalo. Oblast byla postižena rovněž důsledky bojů během první a druhé čečenské války.

## Geografie
Mocaroj se nachází uprostřed jihozápadní oblasti Čečenska, v okrese Galan - Čož, který od roku 1944 po násilném vysídlení obyvatelstva přestal až do roku 2012 existovat a zůstal zpustlý a bez obyvatelstva. V okolí Mocaroje se nacházejí pozůstatky četných aulů, mezi nimi i některých historicky význačných sídel: Dva kilometry na západ od Mocaroje byl aul Testarchoj, k němuž vedla cesta zvaná Тестарха бёду ник, jižním směrem vedla cesta do Chajbachu a ke kultovním místům Хурчий a Хур дук. Dva kilometry na východ, kde se nacházejí horské svahy Agarach bassa (Агарах басса), Merzila (Мерзила) a Chera bassa (Хера басса) a soutěska Anaš kogu (Анаш когу), ležela na levém břehu řeky Gechi obec Čarmachoj. Severním směrem od Mocaroje leží uskupení balvanů  Гов тийха a lokality Tišuola a Čajboluš te.

## Galerie
Fotogalerie z pobytu expedice "Neznámé Čečensko" v květnu 2014 v Mocaroji:

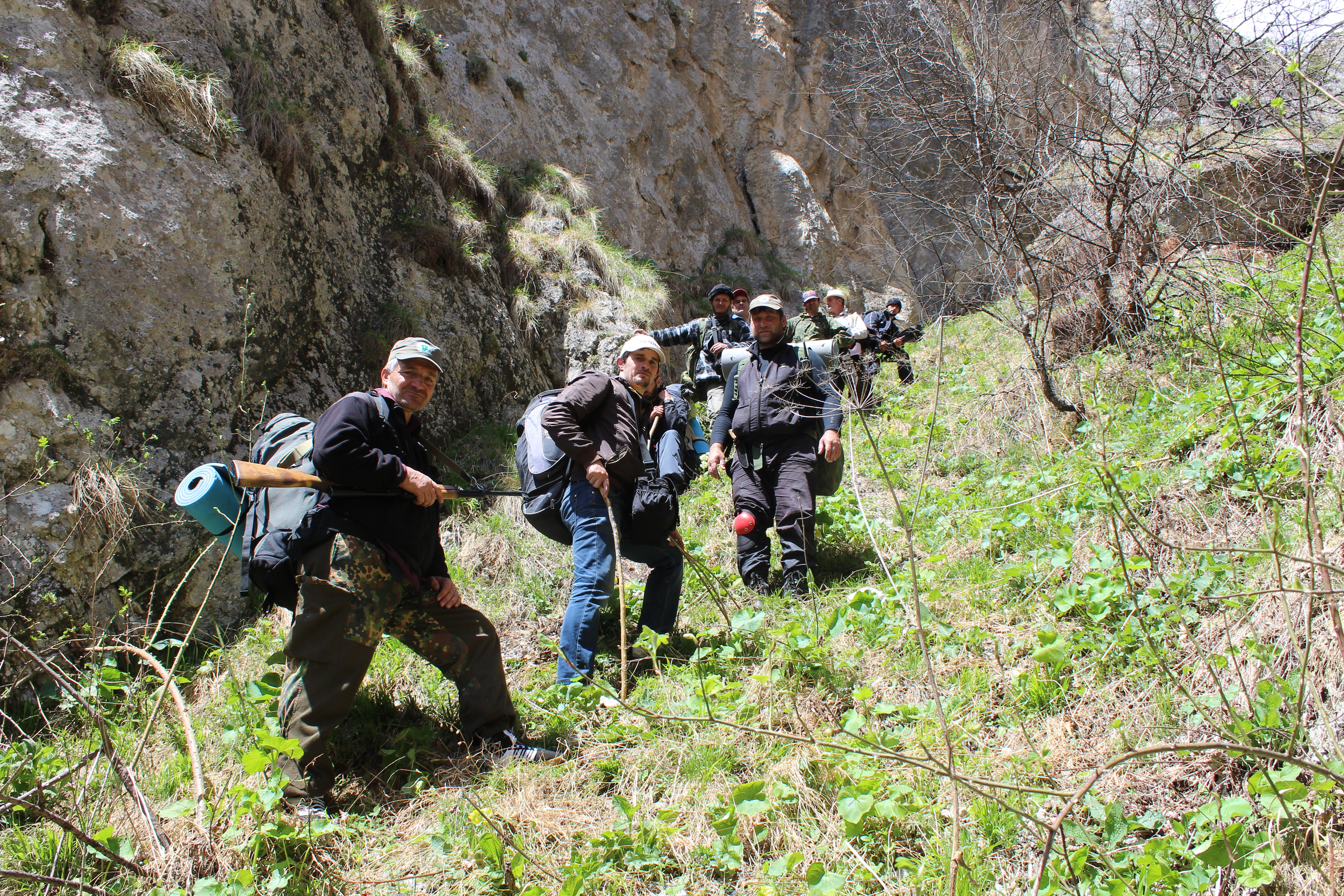
Členové expedice Neznámé Čečensko scházejí z hory Našcha-Lam do Mocaroje
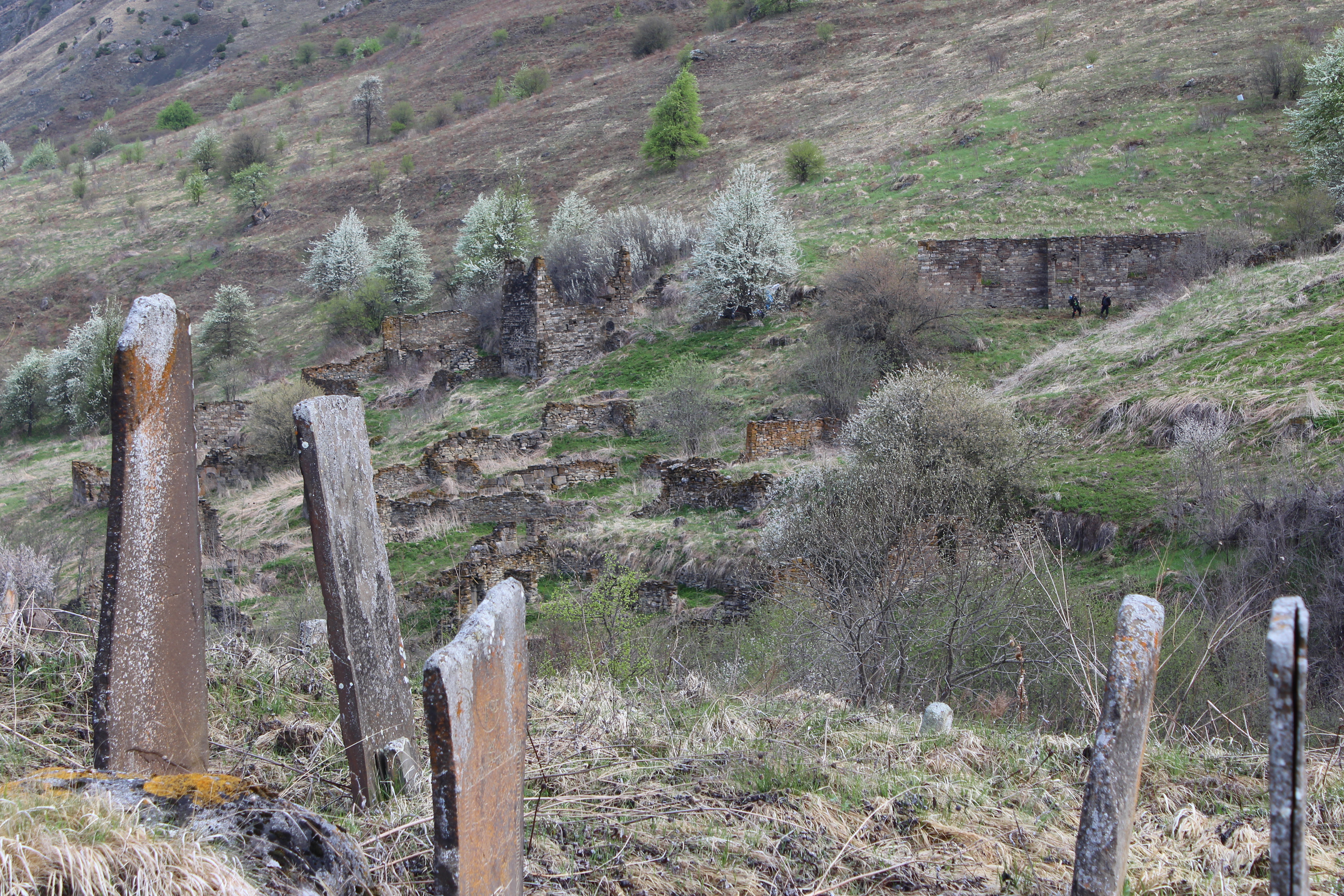
Hřbitov rodu Gendarganoj v Mocaroji
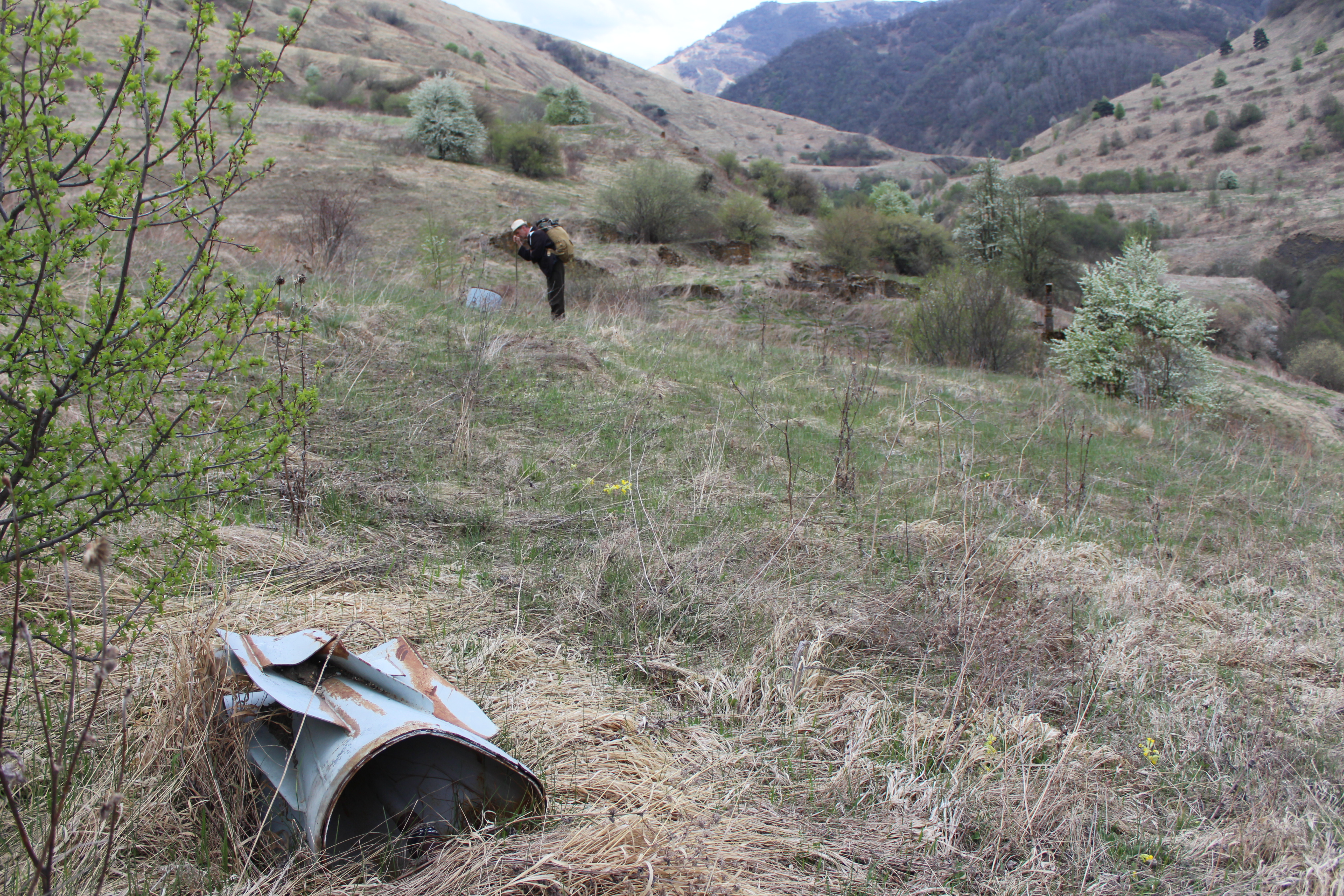
Pozůstatky ruské kazetové bomby z časů válečných operací na přelomu. 20 a 21. století
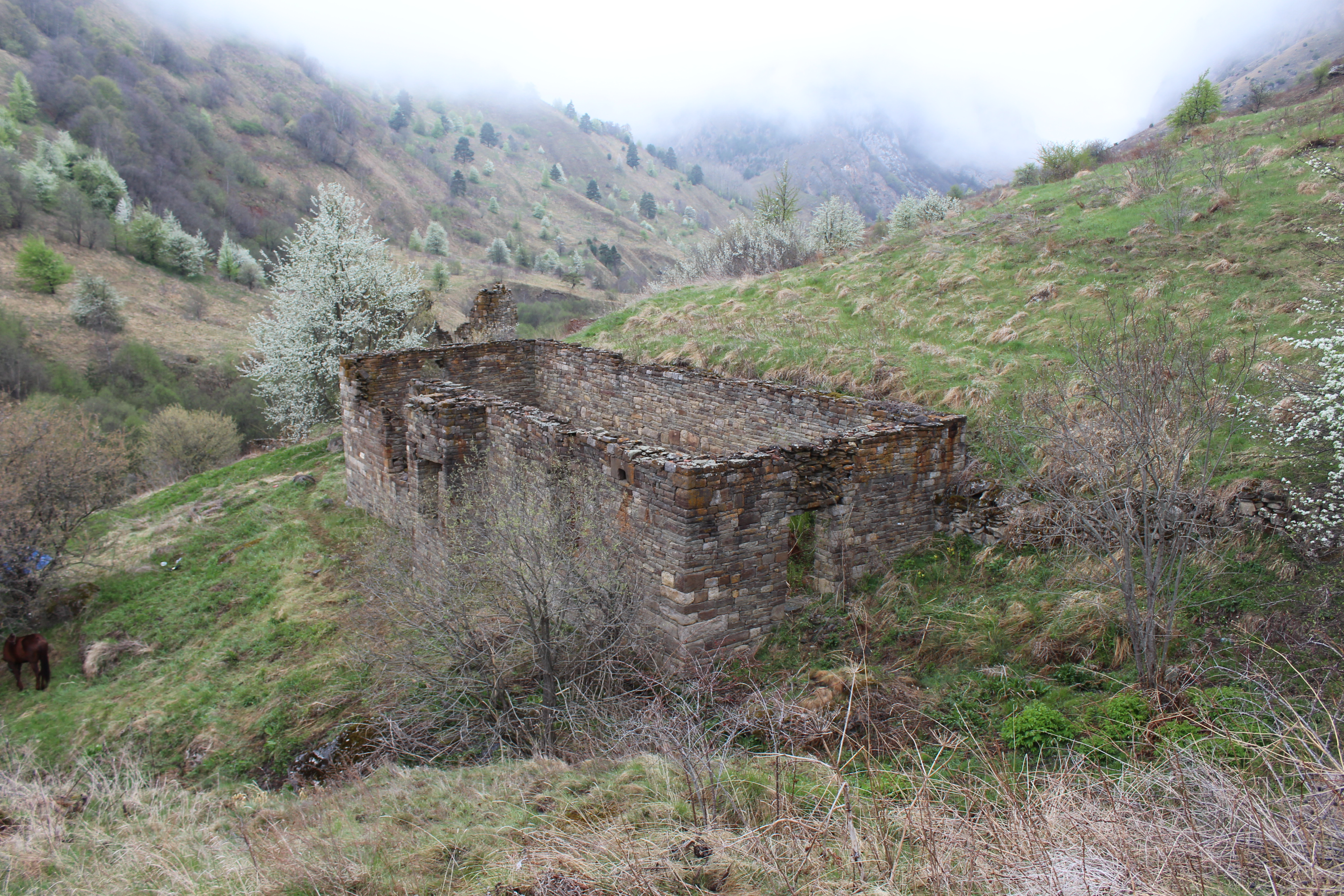
Zříceniny mešity, vybudované roku 1904 s použitím materiálu ze starších staveb